# TT d'Àries
TT d'Àries (TT Arietis) és un estel variable a la constel·lació d'Àries. És una de les variables més peculiars del cel nocturn, sent la seva magnitud aparent habitual +10,5. S'hi troba a una distància estimada de 1.100 anys llum.

## Variabilitat
La variabilitat de TT d'Àries va ser descoberta a mitjan la dècada de 1950. Tant en fotometria com en espectroscòpia, l'estel exhibeix diversos períodes en moltes longituds d'ona, amb canvis que s'estenen en el temps des de minuts a anys. En concret, la seva variabilitat en l'espectre visible i en rajos X té lloc en moltes escales de temps, mostrant també efímeres oscil·lacions quasi-periòdiques.
Per això, l'estudi de la seva corba de llum va portar a pensar en un primer moment que era una variable R Coronae Borealis, no gaire diferent a R de la Corona Boreal. No obstant això, el descobriment de la seva naturalesa binària el 1975 així com posteriors estudis en l'espectre visible i ultraviolat van conduir a la seva classificació com a variable cataclísmica; avui és considerada una variable VY Sculptoris, una de les subclasses de les noves.
TT d'Àries és una de les variables cataclísmiques més brillants, la lluentor de la qual oscil·la entre magnitud aparent +10,5 i +15,5. A diferència d'altres variables cataclísmiques, roman la major part del seu temps en lluentor màxima. Observadors de la AAVSO del segle passat van posar de manifest que TT Arietis va experimentar canvis substancials de lluentor en la dècada del 1980. El novembre de 1980 la seva lluentor havia disminuït fins a magnitud +14, per, un mes després, anà augmentant fins a detenir-se en magnitud +11, romanent en aquest estat aproximadament un any. La seva lluentor va començar a declinar novament fins a març de 1982, quan va aconseguir el mínim de magnitud +15,5, romanent així fins a setembre de 1982. A mitjans de 1985, no obstant això, havia aconseguit la seva lluentor «habitual».

## Característiques
TT d'Àries és un sistema binari on la component primària és una nana blanca calenta la temperatura efectiva de la qual és de 39.000 K, acompanyada per un estel molt més fred de tipus espectral M3.5 ± 0.5. Hom pensa que la superfície de la nana blanca s'escalfa per un elevat ritme d'acreció, arribant a aconseguir una temperatura propera als 80.000 K. El període orbital del sistema és de només 0,13755 dies (3,3 hores). A causa de la inclinació del pla orbital, la corba de llum del sistema no mostra eclipsis prominents.